# Стариците
Стариците (на румънски: Babele) са еолични стълбове на връх Баба Маре (2292 м) в планината Бучеджи, централна Румъния.
Те са една от най-популярните туристически дестинации в страната. Представляват гъбоподобни скални образувания, формирани под въздействието на вятъра и разликите в скланите слоеве през дълъг период от време.
Наблизо се намира и друго интересно скално образувание – Сфинксът.